# Eugène Ledos
Eugène Ledos, né le 9 novembre 1822 à Paris et mort le 17 décembre 1904 dans la même ville, est un artiste peintre puis astrologue et physiognomoniste français.

## Biographie
Eugène-Claude-François Ledos est né le 9 novembre 1822 dans l'ancien 12e arrondissement de Paris. Fils d'un graveur, élève de l'école des beaux-arts, il devient artiste peintre. Il réalise notamment plusieurs tableaux pour des églises de Normandie. Plus tard, il dessinera lui-même les illustrations de ses ouvrages pseudo-scientifiques.
Le 25 février 1852, il épouse à Paris Antoinette-Françoise-Virginie Debeaufort (1822-1899), fille d'un marchand de chapeaux lyonnais et fondatrice, vers 1845, d'une institution scolaire pour jeunes filles située au no 14 de la rue de la Fontaine-Molière. Eugène et Virginie sont les parents du traducteur et écrivain Raphaël Ledos de Beaufort (1852-1917) ainsi que de l'archiviste et historien Eugène-Gabriel Ledos (1864-1939).

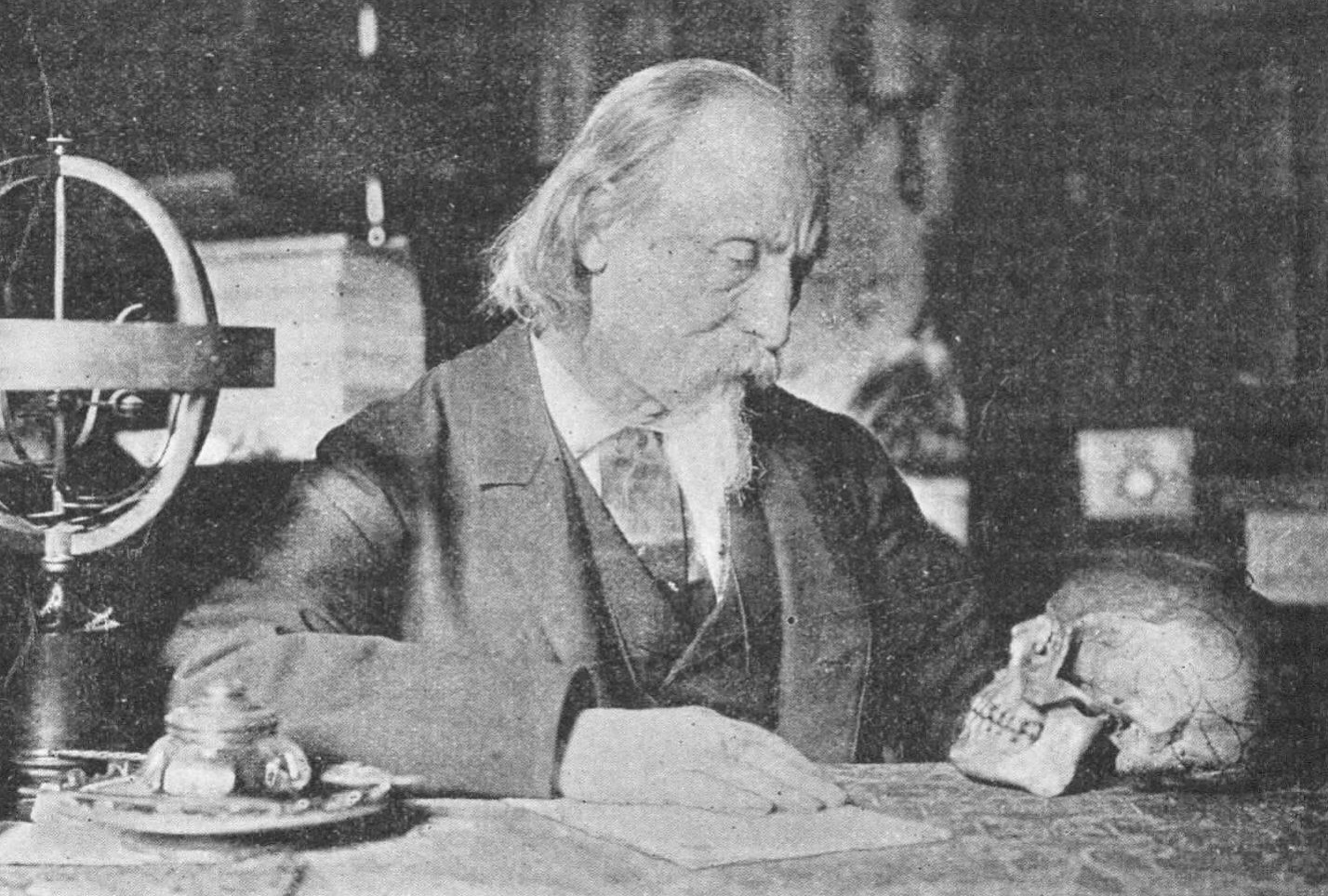
Eugène Ledos en 1895.

Si Eugène Ledos est encore mentionné comme artiste peintre dans l'acte de naissance de Gabriel, en 1864, cela fait déjà plusieurs années qu'il se consacre à l'astrologie. Depuis décembre 1859, il donne en effet des consultations sur « l'influence des astres sur la force et le tempérament du corps », tout d'abord au no 19 de la rue de Tournon, puis au no 12 de la rue Madame à partir du mois de mai suivant. Il rédige également des articles météorologiques pour la Gazette des campagnes en 1860-1861.
Installé avant la naissance de Gabriel au no 2 de la rue Molière (actuelle rue Rotrou), dans le quartier de l'Odéon, il fonde désormais ses prédictions sur la physiognomonie et la phrénologie en s'inspirant des travaux de Johann Kaspar Lavater, Franz Joseph Gall et Johann Gaspar Spurzheim. Découvert par le journaliste Georges Maillard, il fait l'objet de plusieurs articles dans la presse en 1866, mais cet engouement n'est qu'éphémère.
Relativement oublié pendant plus d'un quart de siècle, Eugène Ledos retrouve une certaine notoriété en 1894, en publiant un volumineux Traité de la physionomie humaine. L'année suivante, il trouve un disciple en la personne de Julien Leclercq, qui lui consacre un article dans la Revue encyclopédique avant de publier un ouvrage basé sur ses théories en 1896.
Eugène Ledos meurt le 17 décembre 1904 à son domicile du no 4 de la rue Jean-Bart. Il est inhumé le 21 décembre au cimetière du Montparnasse (29e division).
Joris-Karl Huysmans se serait inspiré de Ledos pour créer le personnage de l'astrologue Gévingey de son roman Là-bas (1891).

## Publications
- Traité de la physionomie humaine, Paris, H. Oudin, 1894 (seconde édition augmentée en 1904).
- Les Types physionomiques associés et les phénomènes psychiques, Paris, Annales bibliographiques et littéraires, 1903.
- Les Criminels et la criminalité, Paris, Librairie des Saints-Pères, 1908.